# 埃爾布伊特雷峰
埃爾布伊特雷峰（西班牙語：Pico El Buitre），是委內瑞拉的山峰，位於該國西部梅里達州，屬於梅里達內華達山脈中庫拉塔山脈的一部分，處於梅里達市東北面35公里，海拔高度4,610米。